# فيني مور
فيني مور (بالإنجليزية: Vinnie Moore)‏ هو مدرب كرة قدم ولاعب كرة قدم بريطاني في مركز الوسط، ولد في 21 أغسطس 1964. لعب مع نادي ألبيون روفرز.